# Gorybia instita
Gorybia instita är en skalbaggsart som beskrevs av Martins 1976. Gorybia instita ingår i släktet Gorybia och familjen långhorningar. Inga underarter finns listade i Catalogue of Life.